# Jorge Polgar
Jorge Andrés Polgar Pisano (Montevideo, 14 de septiembre de 1967) es un economista, funcionario y profesor uruguayo.

## Biografía
Egresado de la Universidad de la República con el título de economista, posteriormente obtuvo un doctorado en economía en la Universidad de Georgetown.
Se desempeñó como asesor en el Ministerio de Economía y Finanzas. En el periodo 2008 al 2011 presidió el Banco Hipotecario del Uruguay. También se desempeñó en la Superintendencia de Instituciones de Intermediación Financiera del Banco Central del Uruguay. Actualmente ejerce la docencia en la Universidad ORT Uruguay y en la Universidad de la República.
Desde el 26 de diciembre de 2013, ocupó la subsecretaría del Ministerio de Economía y Finanzas, a pedido del titular, su amigo Mario Bergara.
El 15 de junio de 2016 y tras la renuncia del Contador Julio César Porteiro, el economista Polgar asume como Presidente del Banco República.
En 2024 se integró a la agrupación Convocatoria Seregnista Progresistas, en apoyo la precandidatura a la presidencia del economista Mario Bergara para las elecciones de 2024.
En agosto de 2024 fue firmante, dentro de un grupo de 111 economistas y profesionales de carreras similares pertenecientes al Frente Amplio, lanzaron un portal llamado "Frenteamplistas por el No" (entre ellos Mario Bergara, Gabriel Oddone, Álvaro García, Fernando Lorenzo, entre otros); con un documento que manifestaba su desacuerdo con el plebiscito de reforma previsional propuesto por el PIT-CNT.